# Rhomborhina maculicrus
Rhomborrhina maculicrus  (лат.) — вид пластинчатоусых жуков из подсемейства бронзовок (Cetoniinae). Распространён в провинции Сычуань (центральный Китай). Длина тела 28 мм. Имаго сильно блестящие, тёмно-бурые с оливковым оттенком; бёдра сверху имеют блестящую охристо-жёлтую полоску, которая не достигает вершин бёдер.